# Озерин, Фёдор Иванович
Фёдор Иванович Озерин (16 февраля 1911, Заплавка, область Войска Донского — 15 января 1983, Даниловский район, Волгоградская область) — механик-водитель танка Т-34 во время Великой Отечественной войны. Герой Советского Союза.

## Биография
Родился на хуторе Заплавка (ныне — в Даниловском районе Волгоградской области) в крестьянской семье. Получил 4 класса образования, затем работал в хозяйстве отца. В 1930-е годы на Сталинградском тракторном заводе появились первые тракторы, и он начал работать в колхозе на тракторе.
В июне 1941 года призван в Красную Армию. В Сталинграде окончил курсы механиков-водителей танка и был зачислен в запасной танковый полк.
В боях принимал участие с октября 1942 года. Воевал на Сталинградском, Южном, 4-м Украинском, 1-м и 2-м Прибалтийских фронтах в составе 22-го гвардейского Мелитопольского отдельного танкового полка 51-й армии 4-го Украинского фронта. Дослужился до звания старшины. B 1942 году принимал участие в Сталинградской битве в боях за город Котельниково и в районе Сарпинских озёр. 20 ноября 1942 года танк Озерина в составе 55-го отдельного танкового полка 51-й армии. Планировалось встретиться с танкистами Донского фронта и замкнуть кольцо вокруг группировки Паулюса в Сталинграде, но этого сделать не удалось — снаряд попал в гусеницу танка. Участвовал в танковом побоище 16-19 декабря 1942 года, где гитлеровской танковой группировке «Дон» фельдмаршала Манштейна не удалось прорвать оборону советских войск.
В 1943 году принимал участие в освобождении Ростовской области, городов Сальск, Ростов-на-Дону, Красный Луч, Мелитополь, форсировании Сиваша с завоеванием плацдарма, боях на реке Миус, в боях на Крымском полуострове (на Карачкинском перешейке 8-10 апреля 1944 года одним из первых ворвался на позиции немцев), в освобождении городов Севастополь и Симферополь.
В 1944 году: бои в Литве у городов Биржай, Бауска и Шяуляй. В 1945 году: в боях с Курляндской группировкой противника и освобождении городов Приекуле и Либава.
После войны был демобилизован. Вернулся на родину, где снова начал работать в колхозе и водить трактор. Скончался 15 января 1983 года и похоронен в хуторе Заполянский.

## Награды
16 мая 1944 года за образцовое выполнение боевых заданий, проявленные мужество и героизм гвардии старшине Озерину было присвоено звание Героя Советского Союза с вручением ордена Ленина и «медали „Золотая Звезда“» № 2291. Также награждён орденом Красного Знамени, орденом Отечественной войны II степени, медалями «За отвагу» и «За оборону Сталинграда».

## Память
Имя Озерина помещено на стеле Героев на площади павших борцов в Волгограде.